# Joachim Mattern
Joachim Mattern (* 2. Mai 1948 in Beeskow) ist ein ehemaliger deutscher Kanute und Kanutrainer.
Der Kanurennsportler des SC Berlin-Grünau gewann bei den Olympischen Spielen in Montreal 1976 im Zweier-Kajak (mit Bernd Olbricht) über 500 m die Gold- und über 1000 m die Silbermedaille. Für diese Erfolge wurde er mit dem Vaterländischen Verdienstorden in Silber ausgezeichnet. Er wurde 1977 Weltmeister im Zweier-Kajak über 500 m und Vizeweltmeister im Zweier-Kajak über 1000 m.
Mattern war bis 2005 Bundestrainer der Kajak-Herren beim Deutschen Kanu-Verband und widmete sich anschließend dem Nachwuchs an den Bundesleistungsstützpunkten. Im Jahr 2009 wurde er aufgrund einer Erkrankung von Rolf-Dieter Amend erneut in den Betreuerstab des deutschen Nationalteams berufen.